# Søren-Peter Olesen
Søren-Peter Fuchs Olesen (født 13. marts 1955 i Hadsund) er professor, civilingeniør, læge, dr.med. ved Københavns Universitet og har været direktør for Danmarks Grundforskningsfond fra 2015-24.
Han er student fra Hobro Gymnasium 1974, cand. polyt. fra Danmarks Tekniske Højskole 1979, cand. med. fra Københavns Universitet 1982, blev dr. med. fra samme universitet 1989 og var postdoc ved Harvard Medical School. Søren-Peter Olesen har været læge ved flere københavnsk hospitaler samt involveret i etableringen og udvikling af flere farma- og device-selskaber som medgrundlægger, adm. direktør, videnskabelig direktør og bestyrelsesmedlem. Han har været professor i fysiologi ved København Universitet fra 1998-2024 og leder af Danmarks Grundforskningsfonds Center for Hjertearytmi ved Rigshospitalet og Københavns Universitet i perioden 2005-15. Han har været medlem af bestyrelsen for Carlsbergfondet, Carlsberg Laboratorium og Carlsberg A/S fra 2012-24. Han er formand for gæsteforsker-bedømmelsesudvalg i Danmarks Nationalbank.
Søren-Peter Fuchs Olesens videnskabelige arbejde omhandler de biologiske mekanismer, der styrer hjertets rytme og nervecellers aktivitet. Han har publiceret 180 videnskabelige artikler i førende videnskabelige tidsskifter som Nature og PNAS USA, og han er medopfinder på 25 internationale patenter.
Gift med Gertrud Maria Fuchs (født 30. december 1958 i Oberhausen, Tyskland), og sammen har de to børn.